# Sauber C14
La Sauber C14 fu la vettura di Formula 1 costruita dal team Sauber per prendere parte al mondiale 1995.

## Caratteristiche tecniche

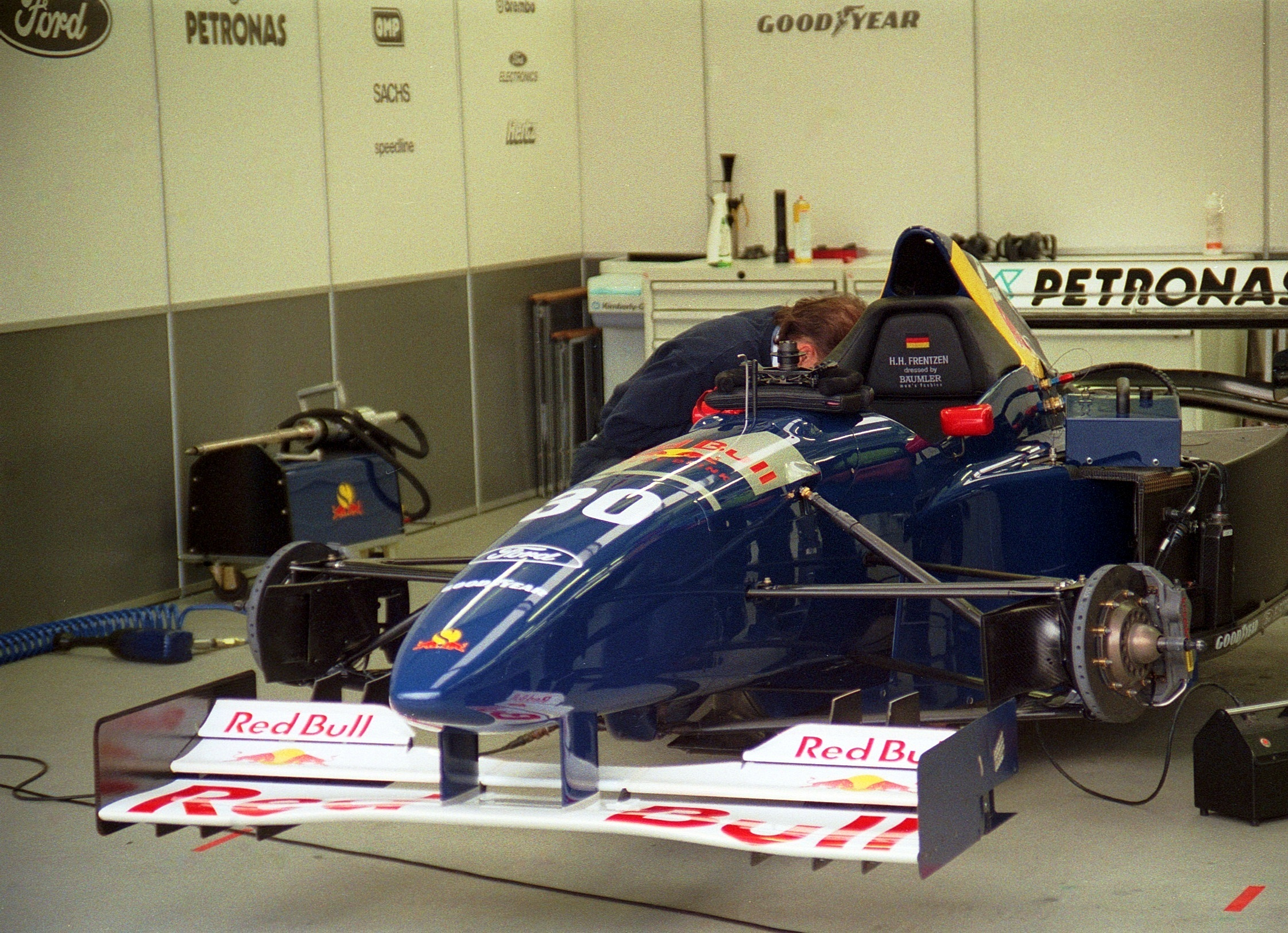
La Sauber C14 di Frentzen ai box

Concluso il rapporto con la Mercedes (divenuta partner tecnico della McLaren), la Sauber si accordò con la Ford per la fornitura dei motori ECA Zetec-R 3.0 V8; la casa americana (che nel mentre aveva “perso” la Benetton, passata ai motori Renault) accordò un trattamento privilegiato al costruttore svizzero, che divenne di fatto il suo team ufficiale.
Nei test invernali e nelle prime gare della stagione la vettura presentava un musetto stretto, affilato e spiovente, direttamente collegato all'ala anteriore. Dal Gran Premio di San Marino esso fu sostituito da una soluzione più moderna: muso rialzato, molto allungato in avanti e collegato all'alettone anteriore tramite due montanti paralleli. 
Particolare attenzione fu dedicata alla sicurezza: proseguendo la tendenza avviata sulla Sauber C13 dal Gran Premio di Spagna 1994, i bordi dell'abitacolo erano decisamente più alti della media delle altre monoposto, fungendo da protezione per il capo e il collo dei piloti. Tale accorgimento nel giro di un anno sarebbe stato inserito nel regolamento della Formula 1 e reso obbligatorio per tutte le vetture.

## Livrea

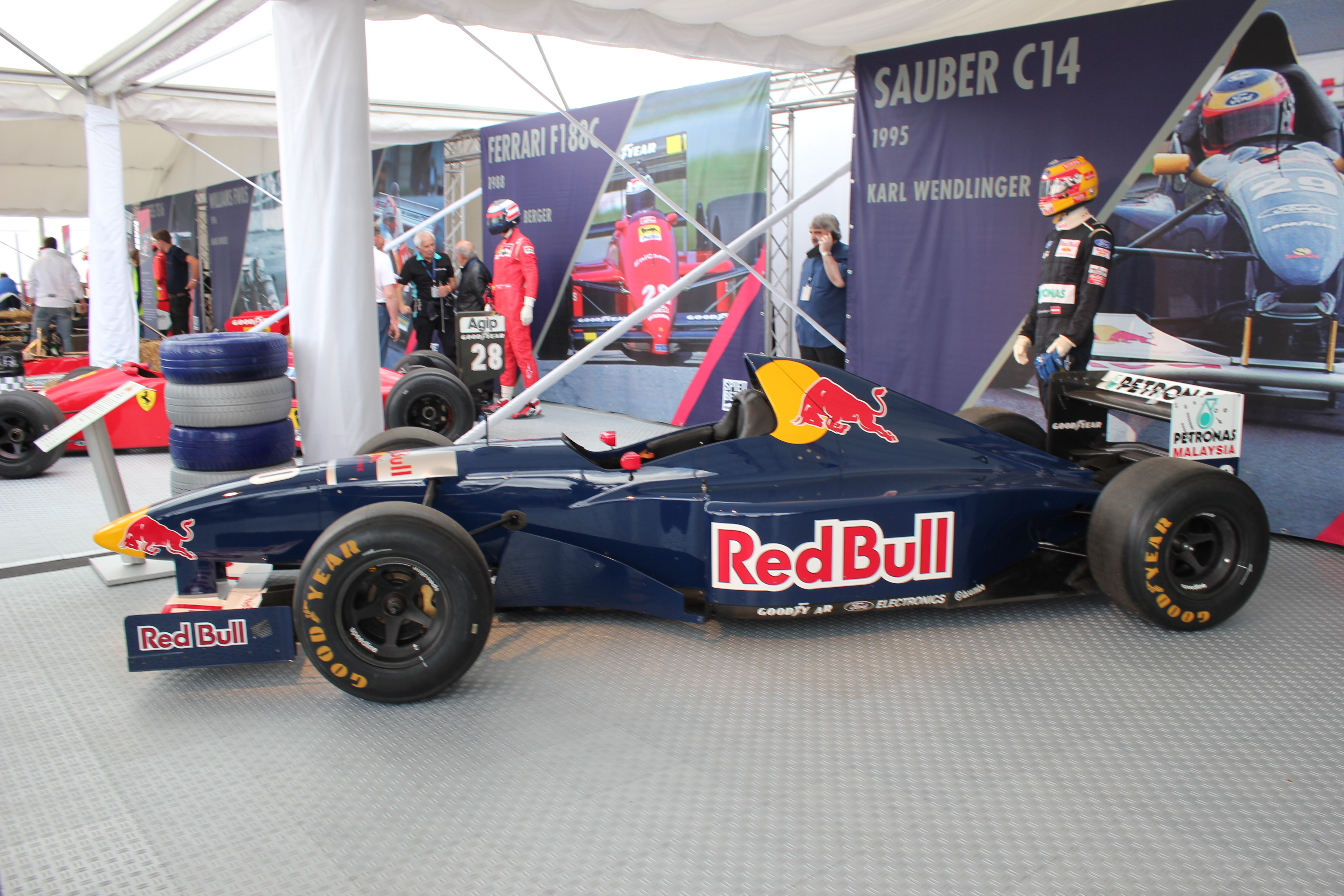
La livrea della vettura elvetica per la stagione 1995

La livrea, che in fase pre-stagionale era blu scuro, assunse, per tutta la durata del campionato, il colore blu-violetto del nuovo title sponsor Red Bull: la squadra divenne infatti Red Bull Sauber Ford. Gli si affiancò in seguito l'industria petrolifera malese Petronas, che diede inizio a un rapporto di collaborazione con il team elvetico destinato a durare fino al 2009.

## Carriera agonistica
Nel primo Gran Premio stagionale in Brasile, le due C14 soffrirono molto la conformazione del tracciato, subendo in qualifica distacchi di oltre 2 secondi dal miglior tempo fatto segnare da Damon Hill e ritirandosi anzitempo in gara per un problema elettrico.
In Argentina, però, la squadra iniziò ad avere una svolta positiva, con Frentzen che riuscì a conquistare i primi punti stagionali con il quinto posto finale, davanti alla Ferrari di Gerhard Berger e a due giri dal vincitore. Il tedesco continuò la striscia positiva di risultati anche a Imola, conquistando un 6º posto dopo essere partito dalla settima fila.

Frentzen solleva il trofeo per il terzo posto a Monza, primo podio in F1 per la Sauber

Dal Gran Premio di Monaco, Jean-Christophe Boullion (allora collaudatore per la Williams) sostituì Wendlinger, il quale, nonostante i buoni riscontri avuti nei test precampionato, non si classificò mai tra i primi sei in gara dimostrando di non essersi mai pienamente ripreso dall'incidente avuto l'anno prima sullo stesso circuito monegasco. Al debutto assoluto in Formula 1, Boullion arrivò 8º a quattro giri, mentre Frentzen marcò un altro punto.
I primi punti per il francese arrivarono in Germania, mentre Frentzen, a partire dal Gran Premio d'Ungheria, inizio una serie di quattro gare consecutive a punti, tra cui l'exploit a Monza dove, qualificatosi decimo al sabato, riuscì ad approfittare della disfatta Ferrari agguantando così il terzo posto dietro alla Benetton di Johnny Herbert e la McLaren di Mika Häkkinen: si trattò del primo podio sia nella carriera del tedesco sia nella storia del team elvetico.
Nelle ultime quattro gare, sia Boullion che Frentzen e Wendlinger (tornato per gli ultimi due appuntamenti del mondiale, che coincideranno anche con le sue ultime due presenze nella categoria) non marcarono alcun piazzamento a punti; ma grazie ai risultati ottenuti nel corso della stagione la Sauber chiuse al settimo posto nella classifica costruttori, con 18 punti all'attivo.

## Piloti
| Piloti ufficiali     | Piloti ufficiali         | Piloti ufficiali |
| Nazione              | Nome                     | Numero           |
| -------------------- | ------------------------ | ---------------- |
| Austria (bandiera)   | Karl Wendlinger          | 29               |
| Francia (bandiera)   | Jean-Christophe Boullion | 29               |
| Germania (bandiera)  | Heinz-Harald Frentzen    | 30               |
| Piloti di riserva    |                          |                  |
| Nazione              | Nome                     | Nome             |
| Argentina (bandiera) | Norberto Fontana         | Norberto Fontana |

## Risultati in Formula 1
| Anno | Team                 | Motore                  | Gomme | Piloti     |     |     |     |    |   |     |     |   |     |    |    |   |    |     |     |    |     | Punti | Pos. |
| ---- | -------------------- | ----------------------- | ----- | ---------- | --- | --- | --- | -- | - | --- | --- | - | --- | -- | -- | - | -- | --- | --- | -- | --- | ----- | ---- |
| 1995 | Red Bull Sauber Ford | Ford ECA Zetec-R 3.0 V8 | G     | Wendlinger | Rit | Rit | Rit | 13 |   |     |     |   |     |    |    |   |    |     |     | 10 | Rit | 18    | 7º   |
| 1995 | Red Bull Sauber Ford | Ford ECA Zetec-R 3.0 V8 | G     | Frentzen   | Rit | 5   | 6   | 8  | 6 | Rit | 10  | 6 | Rit | 5  | 4  | 3 | 6  | Rit | 7   | 8  | Rit | 18    | 7º   |
| 1995 | Red Bull Sauber Ford | Ford ECA Zetec-R 3.0 V8 | G     | Boullion   |     |     |     |    | 8 | Rit | Rit | 9 | 5   | 10 | 11 | 6 | 12 | Rit | Rit |    |     | 18    | 7º   |

| Legenda | 1º posto     | 2º posto | 3º posto    | A punti         | Senza punti/Non class.  | Grassetto – Pole position Corsivo – Giro più veloce |
| Legenda | Squalificato | Ritirato | Non partito | Non qualificato | Solo prove/Terzo pilota | Grassetto – Pole position Corsivo – Giro più veloce |